# Ibrox Stadium
 (avril 2025).
Ibrox Stadium, appelé à l'origine Ibrox Park, est un stade de football situé à Glasgow, dans le quartier d'Ibrox, sur la rive sud de la Clyde.
Le club des Glasgow Rangers y réside depuis 1899.

## Histoire

### Les origines
L'Ibrox Stadium se trouve à son emplacement actuel depuis 1899, à quelques pas seulement de son ancien emplacement, l'Ibrox Park.
Le 2 avril 1902, l'effondrement d'une partie de la tribune Ouest (construite en bois) provoqua la mort de vingt-cinq personnes lors d'un match international opposant l'Écosse à l'Angleterre. Environ cinq cents spectateurs furent blessés dans ce qui était alors le pire désastre de l'histoire du football.
La construction de la tribune principale (tribune sud) commença en 1929 sous la direction d'Archibald Leitch, qui avait déjà édifié les tribunes de nombreux stades britanniques, dont ceux d'Arsenal, Chelsea, Manchester United, ou encore Everton. La tribune sud d'Ibrox est aujourd'hui un bâtiment classé.
Après la construction de la tribune principale, Ibrox est devenu l'un des plus grands stades de Grande-Bretagne, sa capacité étant seulement surpassée par celle d'Hampden Park, lui aussi situé à Glasgow. Le record d'affluence fut atteint en 1939 lors d'une rencontre opposant les Rangers et leurs grands rivaux du Celtic Glasgow, disputée devant 118 567 spectateurs.

### Rénovations
Le stade ne connut pas d'évolution majeure avant la fin du XXe siècle, lorsque les tribunes Copland, Broomloan et Govan furent rénovées à la suite du second désastre d'Ibrox. L'incident eut lieu le 2 janvier 1971, au terme d'un derby entre les Rangers et le Celtic. Leur équipe étant menée au score, de nombreux supporters des Rangers quittèrent le stade avant le coup de sifflet final, mais l'égalisation tardive de Colin Stein déclencha un important mouvement de foule. Le bilan fut de soixante-six tués et deux cents blessés.
Les nouvelles structures furent équipées de sièges individuels, les tribunes Copland et Broomloan, situées à l'est et à l'ouest, derrière les buts, pouvaient chacune accueillir 7 500 spectateurs. La capacité de la tribune Govan, faisant face à la tribune principale, était de 11 000 places. À l'issue des travaux Ibrox était le stade le plus moderne du Royaume-Uni, bien que sa capacité totale fut considérablement réduite. Elle s'élevait maintenant à 44 000 places, dont 36 000 places assises, néanmoins le redéveloppement d'Ibrox précéda la tragédie de Hillsborough et la grande vague de rénovations qui s'ensuivit.
De nouveaux travaux eurent lieu durant les années 1990 afin de suivre les recommandations du rapport Taylor. Un troisième étage, le Club Deck, fut ajouté à la tribune principale, qui fut elle aussi équipée de sièges individuels. Des virages furent édifiés entre la tribune Govan et ses voisines, afin d'augmenter la capacité totale, qui s'élève aujourd'hui à 50 987 places. Après la fin des travaux, en 1997, le stade fut rebaptisé Ibrox Stadium.
Ibrox répond aux critères de la « catégorie 4 » de l'UEFA (qui a remplacé en 2006 la catégorie « 5 étoiles »), tout comme Hampden Park, ce qui autorise la tenue de finales européennes dans les deux enceintes de Glasgow.
Le Rangers Football Club compte équiper le stade d'un casino et d'un centre de loisirs, et gagner jusqu'à 4 000 places supplémentaires en effectuant des travaux dans la tribune Govan. L'aire de jeu pourrait également être abaissée afin de permettre l'ajout de nouveaux rangs de sièges.
Au cours de son histoire, il accueillit plusieurs rencontres internationales impliquant l'équipe d'Écosse.

## Galerie

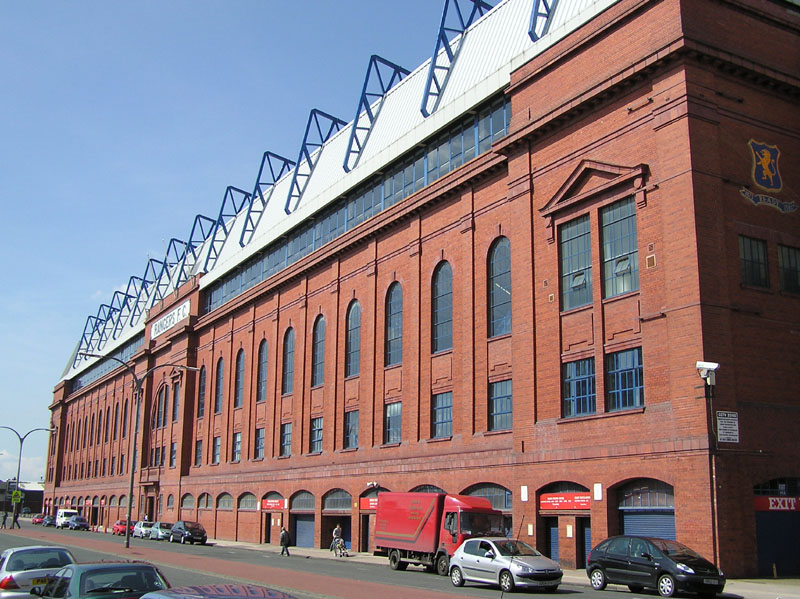
La façade d'Ibrox
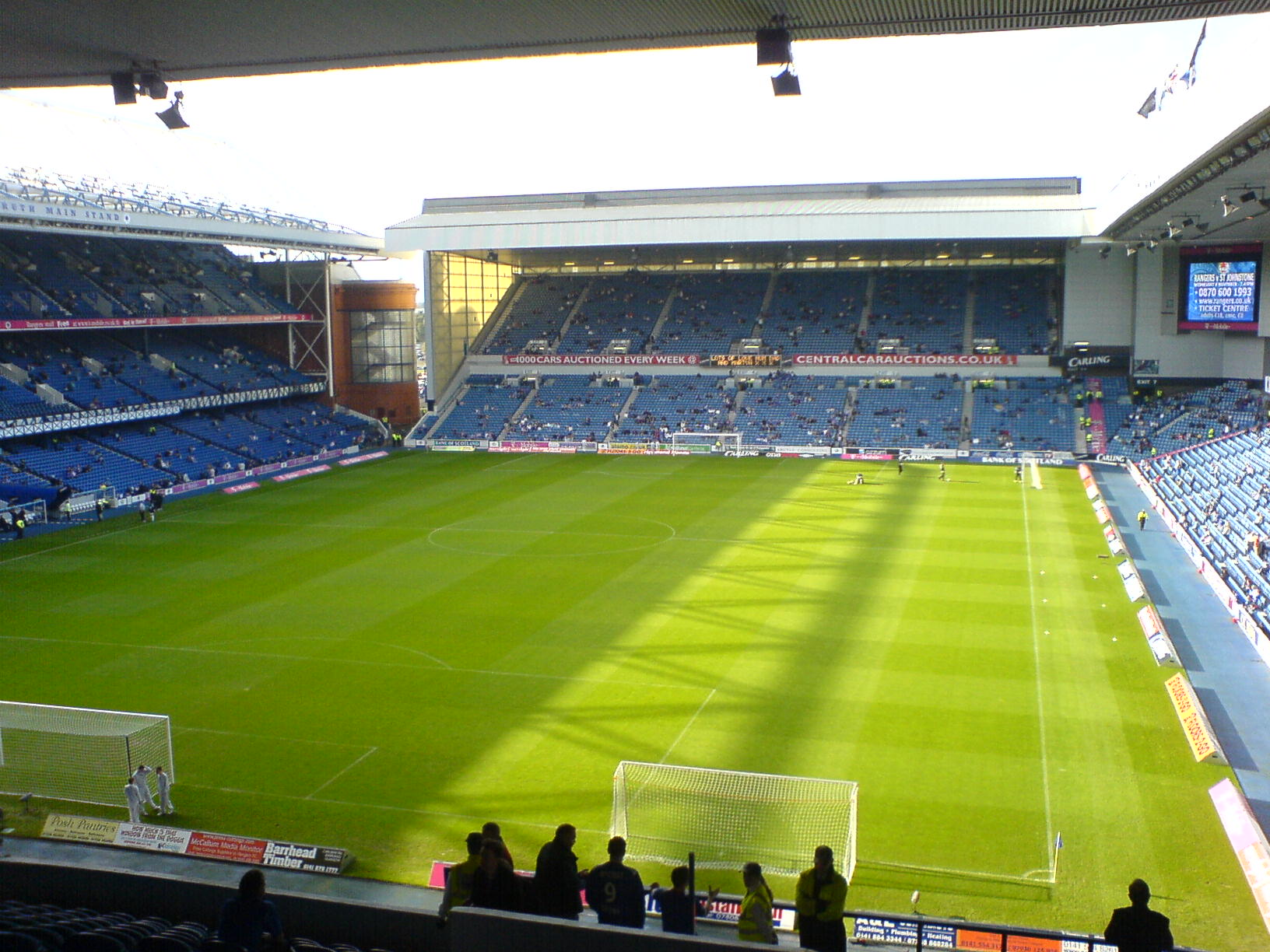
Autre vue de l'aire de jeu
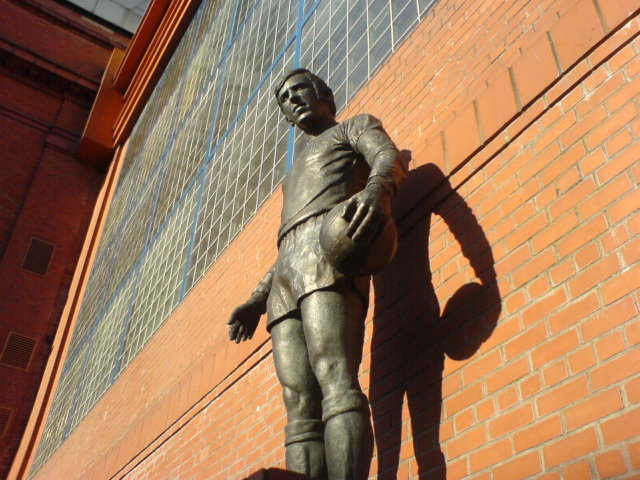
Statue de John Greig dans le mémorial du désastre d'Ibrox